# Frank Mahovlich
Francis William Mahovlich, detto Frank (Timmins, 10 gennaio 1938), è un ex hockeista su ghiaccio canadese.

## Biografia
Ha origini croate. Anche il fratello Peter Mahovlich è stato un hockeista su ghiaccio.
Nel corso della sua carriera ha giocato con Toronto St. Michael's Majors (1953-1957), Toronto Maple Leafs (1956-1968), Detroit Red Wings (1967-1971), Montreal Canadiens (1970-1974), Toronto Toros (1974-1976) e Birmingham Bulls (1976-1978).
Nel 1958 è stato insignito del Calder Memorial Trophy.
Nel 1981 è stato inserito nella Hockey Hall of Fame, mentre nel 1990 è stato incluso nella Canada's Sports Hall of Fame.